# San Antonio (Misiones)
San Antonio é um município argentino da província de Misiones, situado dentro do departamento de General Manuel Belgrano.
O município conta com uma população de 8.331, segundo o censo do ano 2001 (INDEC).
O município faz fronteira com a cidade brasileira de Santo Antonio do sudoeste no estado do Paraná através do rio Santo Antonio.